# چرتو
چرتو (به مجاری:  Csertő) یک منطقهٔ مسکونی در مجارستان است که در ناحیه سیگت‌وار واقع شده‌است.